# Halil Şerif Pascià
Halil Şerif Pascià traslitterato anche come Halil Sherif Pascià o Khalil Sherif Pascià (Il Cairo, 20 giugno 1831 – Costantinopoli, 12 gennaio 1879) è stato un diplomatico e politico ottomano, vissuto durante l'era Tanzimat. Fu altresì un collezionista d'arte, la sua collezione fu descritta da Théophile Gautier come "la prima mai formata da un figlio dell'Islam". Fu inoltre coinvolto nelle relazioni diplomatiche a seguito della guerra di Crimea e fu anche nominato ministro ottomano degli affari esteri.

## Nome
Per la maggior parte della sua vita, Halil fu conosciuto con il nome di Halil Bey o Khalil Bey. "Bey" non è un cognome, ma un titolo onorifico riconosciuto e sancito dal governo ottomano per designare un uomo di alta estrazione sociale. Il 10 agosto 1871, Halil Bey fu elevato al grado di Mushir (maresciallo di campo) dal sultano Abdulaziz (regnante dal 1861 al 1876). Il rango di "Mushir" autorizzava Halil ad utilizzare il titolo di "Şerif" e di "Pascià", come parti del suo nome.

## Biografia
Halil nacque nel 1831 al Cairo, nell'Eyalet d'Egitto, nella residenza del Chedivè Mehmet Ali. Era il figlio di Mehmed Şerif Pascià, un ufficiale di etnia albanese dell'esercito egiziano, nato a Kavala nella Macedonia ottomana, morto nel 1865. Khalil, insieme ai suoi fratelli Ali Pascià Sherif (1834-1897) e Osman, studiò alla École Militaire Égyptienne (Scuola Militare Egiziana), un'istituzione fondata a Parigi nel 1844 per decisione di Mehemet Ali. Nel 1855, Halil ricevette il suo primo incarico ufficiale come commissario dell'Esposizione Universale di Parigi. Nel 1856, entrò nei servizi diplomatici dell'Impero Ottomano; fu uno dei negoziatori alla fine della guerra di Crimea. Divenne poi ambasciatore ad Atene e San Pietroburgo, posti in cui iniziò a collezionare arte. Il freddo di San Pietroburgo non gli piacque più e così si ritirò dal servizio a titolo privato si stabilì a Parigi a verso il 1865,  affittando costose stanze dal collezionista inglese Lord Hertford in rue Taitboute diventando un noto giocatore, collezionista d'arte e mecenate. La sua compagna di allora era Jeanne de Tourbey, la futura contessa di Loynes.
Fu presentato a Gustave Courbet da Sainte-Beuve, e gli commissionò Le Sommeil (Le dormienti) e L'Origine du monde. Quest'ultimo dipinto è probabilmente quello della sua amante di allora, Constance Quéniaux. Acquistò anche Le Bain turc (Il bagno turco) di Ingres e altre opere di Delacroix, Troyon, Daubigny, Meissonier, Corot, Rousseau e Gérôme. Fra le opere note per essere state possedute da Halil Şerif Pascià si includono:
- Eugène Delacroix, L'Assassinat de l'évêque de Liège (L'assassinio del vescovo di Liegi) (ora al Louvre, Parigi)
- Eugène Delacroix, Donne di Algeri nei loro appartamenti (una versione è al Louvre, Parigi, ma non è chiaro se sia quella di proprietà di Halil)
- Eugène Delacroix, Tasso nell'ospedale di Sant'Anna a Ferrara (collezione privata Buhrle, Zurigo)
- Eugène Delacroix, Tam o' Shanter (dal poema di Robert Burns) (Castle Museum, Nottingham)
- Eugène Delacroix, Cavalleria araba che pratica una carica di cavalleria (Museo Fabre, Montpellier)

Per pagare i suoi debiti di gioco, Khalil-Bey fu costretto a vendere la sua collezione di dipinti in un'asta a Parigi il 16 gennaio 1868, poco prima di partire per diventare ambasciatore ottomano a Vienna, lasciando così da Parigi solo due anni prima della guerra franco-prussiana. Dopo l'incarico a Vienna, si trasferì a Istanbul e sposò la principessa Nazli Fazil, la figlia di un importante riformatore dell'epoca, Mustafa Fazıl Pascià. Nel 1877, tornò a Parigi come ambasciatore ottomano per alcuni mesi, ma fu licenziato dal suo incarico nel settembre dello stesso anno. Halil Şerif Pascià morì a Istanbul il 12 gennaio 1879. Alcune fonti registrano la sua morte come dovuta ad un colpo di calore mentre era seduto su un cavallo durante la parata per l'insediamento al trono di Abdul Hamid II, che avvenne nell'agosto 1876.